# Ctenopterella zenkeri
Ctenopterella zenkeri är en stensöteväxtart som först beskrevs av Georg Hans Emmo Wolfgang Hieronymus, och fick sitt nu gällande namn av Barbara S. Parris. Ctenopterella zenkeri ingår i släktet Ctenopterella och familjen Polypodiaceae. Inga underarter finns listade.